# 趙雍 (永樂進士)
趙雍，福建福州府連江县资寿人，明朝政治人物、進士出身。

## 生平
趙雍是福建等处承宣布政使司福州府连江县人。永樂二十二年，登甲辰科第二甲進士，擔任户部主事，官至云南布政司参政。